# مهران بهنام‌فر
مهران بهنام‌فر، (زاده ۶ اردیبهشت ١٣۵۴ در تهران)، کاراته‌کار ایرانی است.

## افتخارات
او برندهٔ دو مدال برنز مسابقات کاراته قهرمانی جهان ۲۰۰۰ در مونیخ و مسابقات کاراته قهرمانی جهان ۲۰۰۴ در مونتری و مدال طلای بازی‌های آسیایی بوسان (۲۰۰۲) است.

## حرفه
بهنام‌فر، در مقاطعی سرمربی تیم ملی کاراته نوجوانان و جوانان در تیم‌های ملی کاراته ایران بوده‌است.از شاگردان وی در این تیم‌ها می‌توان به سجاد گنج‌زاده و ذبیح‌الله پورشیب اشاره کرد.